# سونیا والگر
سونیا والگر (به انگلیسی: Sonya Walger) (زاده ۶ ژوئن ۱۹۷۴) یک بازیگر انگلیسی است و از فیلم‌های معروف او می‌توان به بازی در مجموعه تلویزیونی فلش فوروارد و قمارباز و لاست اشاره کرد.

## فیلمشناسی
فیلم‌ها یا برنامه‌های تلویزیونی که وی در آن نقش داشته‌است می‌توان به آثار زیر اشاره کرد.

### فیلم
| سال  | عنوان                                                       | نقش                                                                        |
| ---- | ----------------------------------------------------------- | -------------------------------------------------------------------------- |
| ۱۹۹۹ | تمام مردان شاه All the King's Men                           | لیدی فرانسس                                                                |
| ۲۰۰۰ | آیزنشتاین Eisenstein                                        | زینا                                                                       |
| ۲۰۰۱ | جستجو برای جان گیسینگ The Search for John Gissing           | خواهر ماری                                                                 |
| ۲۰۰۲ | ۴۰ 40                                                       | آلیس                                                                       |
| ۲۰۰۴ | کتابدار : تلاش برای نیزه The Librarian: Quest for the Spear | نیکول نوون (نامزد جایزه ساترن برای بهترین بازیگرزن نقش حمایتی در تلویزیون) |
| ۲۰۰۶ | کافئین                                                      | گلوریا                                                                     |
| ۲۰۰۸ | هیچ چیز شیرین در گوش من Sweet Nothing in My Ear             | جوانا                                                                      |
| ۲۰۱۲ | کارخانه                                                     | شلی                                                                        |
| ۲۰۱۳ | پذیرش Admission                                             | هلن                                                                        |
| ۲۰۱۳ | بوقلمون سرد Cold Turkey                                     | لیندسای                                                                    |
| ۲۰۱۴ | خواهر خوب The Good Sister                                   | کیت/لیندا                                                                  |
| ۲۰۱۴ | قمارباز                                                     | آنجلینا                                                                    |
| ۲۰۱۵ | اسکورت                                                      | سامانتا                                                                    |
| ۲۰۱۵ | بهار ۸ Summer of 8                                          | دیان                                                                       |

### سریال
| سال       | عنوان                                                        | نقش                      | اپیزود                                                                 |
| --------- | ------------------------------------------------------------ | ------------------------ | ---------------------------------------------------------------------- |
| ۱۹۹۸      | گرمای خورشید Heat of the Sun                                 | هیلد ون در ورست          | اپیزود : "The Sport of Kings"                                          |
| ۱۹۹۸      | موسلی Mosley                                                 | باربارا هاتچینسون        | اپیزود: "Breaking the Mould"                                           |
| ۱۹۹۸      | آدمکشان میدسامر                                              | بکی اسمیت                | اپیزود: "Death of a Hollow Man"                                        |
| ۱۹۹۹      | معاون The Vice                                               | اما                      | اپیزود : "Dabbling: Part 1" و "Dabbling: Part 2"                       |
| ۱۹۹۹      | کشتی نوح Noah's Ark                                          | مریم                     | مینی سریال                                                             |
| ۱۹۹۹      | شب بخیر عزیزم Goodnight Sweetheart                           | فلیک                     | ۳ اپیزود                                                               |
| ۱۹۹۹      | دنجرفیلد Dangerfield                                         | آنا موگولون سِبِرا         | اپیزود : "Diminished Responsibility"                                   |
| ۲۰۰۱-۲۰۰۲ | ذهن یک مرد متاهل The Mind of the Married Man                 | دونا بارنس               | ۲۰ اپیزود                                                              |
| ۲۰۰۳      | جفت شدن Coupling                                             | سالی هارپر               | ۱۰ اپیزود                                                              |
| ۲۰۰۴-۲۰۰۶ | سی‌اس‌آی: نیویورک CSI: NY                                      | جین پارسونز              | ۱۰ اپیزود                                                              |
| ۲۰۰۵-۲۰۰۶ | سلول دارای جای خواب Sleeper Cell                             | مامور ویژه پاتریس سرکسنر | ۴ اپیزود                                                               |
| ۲۰۰۶      | اعداد Numb3rs                                                | سوزا بری                 | اپیزود : "All's Fair"                                                  |
| ۲۰۰۶-۲۰۱۰ | لاست                                                         | پنه لوپه «پنی» ویدمور    | ۱۳ اپیزود (نامزد جایزه ساترن برای بهترین نقش بازیگر مهمان در تلویزیون) |
| ۲۰۰۷      | بگو که دوستم داری                                            | کارولین                  | ۱۰ اپیزود                                                              |
| ۲۰۰۸      | نابودگر: ماجراهای سارا کانر                                  | میشل دیکسون              | ۵ اپیزود                                                               |
| ۲۰۰۹-۲۰۱۰ | فلش فوروارد                                                  | دکتر اولیویا بنفورد      | ۲۲ اپیزود (نقش اصلی)                                                   |
| ۲۰۱۰      | در درمان In Treatment                                        | جولیا                    | ۳ اپیزود                                                               |
| ۲۰۱۲      | قانون و نظم: واحد قربانیان ویژه                              | ان بارنِس                 | اپیزود : "Father Dearest"                                              |
| ۲۰۱۲      | قانون همگانی Common Law                                      | دکتر الیس رایان          | ۱۲ اپیزود                                                              |
| ۲۰۱۳-۲۰۱۴ | وظایف والدین parenthood                                      | مردیت پیت                | ۶ اپیزود                                                               |
| ۲۰۱۴      | رسوایی                                                       | کاترین وینسلو            | اپیزود: "Inside the Bubble" و"The Key"                                 |
| ۲۰۱۴      | ابتدایی                                                      | آنجلا وایت               | اپیزود: "The Five Orange Pipz"                                         |
| ۲۰۱۴-۲۰۱۵ | قدرت                                                         | مدلین استرن              | ۴ اپیزود                                                               |
| ۲۰۱۵      | بازماندگان                                                   | دکتر اشلین هربرت (صدا)   | اپیزود: "Lens"                                                         |
| ۲۰۱۵      | عقرب Scorpion                                                | اولیویا کرومول           | اپیزود : "US vs. UN vs. UK"                                            |
| ۲۰۱۶      | گرفتن The Catch                                              | مارگوت بیشاب             | مجموعه منظم                                                            |
| ۲۰۱۶      | ذهن های مجرم : فراتر از مرزها Criminal Minds: Beyond Borders | مارین کُدوِل               | اپیزود : "The Matchmaker"                                              |